# Metro Redux
Metro Redux  es la remasterización de los dos primeros juegos de la serie Metro para las plataformas de PC , PlayStation 4 y Xbox One. Este título se compone de los juegos Metro 2033 y Metro: Last Light. Ambos juegos combinan elementos de acción con survival horror y elementos de videojuego de disparos en primera persona.
Esta edición fue desarrollada por 4A Games y distribuida por Deep Silver. La fecha de lanzamiento oficial fue a finales de agosto de 2014 para PC, PlayStation 4 y Xbox One. Y en 2020 tuvo su lanzamiento en Nintendo Switch.

## Argumento
En los juegos de la franquicia Metro Redux, se encarna al protagonista, Artyomka, un sobreviviente del metro ruso situado en Moscú tras haber sufrido un incidente nuclear que ha desolado dicha zona y mutado a la fauna, obligando a los supervivientes a vivir refugiados en la línea de metro.
Ambos juegos se desarrollan en un contexto de pobreza y escasez de recursos, donde los refugiados tienen que luchar por su supervivencia tanto dentro como fuera de la línea de metro, donde habitan unas bestias llamadas Los Oscuros.

## Innovaciones
Ambos juegos presentan un nuevo apartado gráfico totalmente rediseñado, tales como el aumento de la calidad a 4k en Xbox One X, 1080p tanto para PC como para PlayStation 4 y 900p para Xbox One, así como la posibilidad de ejecutar la 4K resolution en los PC más exigentes. La franquicia de videojuegos ha recibido una mejora notable de la iluminación y efectos gráficos, tales como los efectos de partículas de fondo.
También se ha mejorado la tasa de cuadros de animación, llegando a alcanzar los 60 cuadros por segundo.
En el apartado de jugabilidad ambos juegos reciben diversas mejoras como la personalización de todas las armas, la mejora de la inteligencia artificial de los enemigos o la inclusión de nuevas zonas y secretos no disponibles en las ediciones anteriores.
Aumentan también los niveles de dificultad incluyendo: Normal, Difícil, Comando y Comando difícil así como los distintos tipos de estilo de juego,  como Supervivencia, Survival Horror o el modo Espartano.